# Montagnareale
Montagnareale település Olaszországban, Szicília régióban, Messina megyében. Lakosainak száma 1393 fő (2023. január 1.). Montagnareale Librizzi, Patti, Sant’Angelo di Brolo és Gioiosa Marea községekkel határos.

## Népesség
A település lakossága az elmúlt években az alábbi módon változott:
| Lakosok száma | 1585 | 1551 | 1393 |
|               | 2017 | 2018 | 2023 |